# Katona Béla (ügyész)
Katona Béla (Borosjenő, Arad vármegye, 1855. január 27. — Csetnek, 1904. szeptember 21.) magyar ügyész.

## Életútja
Katona Zsigmond gyógyszerész és Kis Mária fia. Gimnáziumi tanulmányait a debreceni kollégiumban és Kecskeméten végezte; jogtudományt a budapesti egyetemen hallgatott. 1876-ban doktori, 1878-ban ügyvédi vizsgálatot tett. 1874. októberben államszolgálatba lépett és előbb a kecskeméti, majd a zilahi királyi törvényszéknél működött. 
1883-ban királyi alügyésszé nevezték ki Kecskemétre, majd ugyanilyen minőségben Budapestre helyezték át. 1887-ben királyi ügyész lett Lugoson, 1892-ben áthelyezték Temesvárra és ugyanez év novemberében Budapestre. 1895. július 10-én kineveztetett főügyészi helyettessé a budapesti királyi ügyészséghez. Közvádlóként a Kúriánál működött. 
1903. november 23-án Budapesten feleségül vette Madarász Adelinet, Madarász Viktor festő és Grosjean Adeline leányát. Nagy jogtudása, szónoki tehetsége nyomán köztiszteletnek örvendett. A vagyontalanok ingyenes jogvédő egyesületét létrehozta, s számos más jótékony és kulturális egyesületben vezető szerepe volt. A szabadkőművesek tiszteletbeli nagymestere. A kecskeméti református temetőben nyugszik.